# COPZ1
COPZ1 (англ. Coatomer protein complex subunit zeta 1) – білок, який кодується однойменним геном, розташованим у людей на короткому плечі 12-ї хромосоми. Довжина поліпептидного ланцюга білка становить 177 амінокислот, а молекулярна маса — 20 198.
| 10         |  | 20         |  | 30         |  | 40         |  | 50         |
| ---------- |  | ---------- |  | ---------- |  | ---------- |  | ---------- |
| MEALILEPSL |  | YTVKAILILD |  | NDGDRLFAKY |  | YDDTYPSVKE |  | QKAFEKNIFN |
| KTHRTDSEIA |  | LLEGLTVVYK |  | SSIDLYFYVI |  | GSSYENELML |  | MAVLNCLFDS |
| LSQMLRKNVE |  | KRALLENMEG |  | LFLAVDEIVD |  | GGVILESDPQ |  | QVVHRVALRG |
| EDVPLTEQTV |  | SQVLQSAKEQ |  | IKWSLLR    |  |            |  |            |

A: Аланін

C: Цистеїн

D: Аспарагінова кислота

E: Глутамінова кислота

F: Фенілаланін

G: Гліцин

H: Гістидин

I: Ізолейцин

K: Лізин

L: Лейцин

M: Метіонін

N: Аспарагін

P: Пролін

Q: Глутамін

R: Аргінін

S: Серин

T: Треонін

V: Валін

W: Триптофан

Задіяний у таких біологічних процесах, як транспорт, транспорт білків, транспорт між ендоплазматичним ретикулумом і апаратом Гольджі, ацетилювання, альтернативний сплайсинг. 
Локалізований у цитоплазмі, мембрані, цитоплазматичних везикулах, апараті гольджі.